# Eureka Tower
Eureka Tower är en 300 meter hög skyskrapa i Melbourne, Australien. Man började uppföra byggnaden i augusti 2002 och byggnaden öppnades officiellt den 11 oktober 2006.